# Vito Mannone
Vito Mannone (Desio, Itàlia, 2 de març de 1988) és un futbolista italià. Juga de porter i el seu actual equip és el Hull City, cedit per l'Arsenal FC de la FA Premier League d'Anglaterra.

## Clubs
| Club        | País       | Any   |
| ----------- | ---------- | ----- |
| Arsenal Fc  | Anglaterra | 2006  |
| Barnsley FC | Anglaterra | 2006  |
| Arsenal FC  | Anglaterra | 2007- |